# Andrej Sallitinger
Andrej Sallitinger, ljubljanski župan v 17. stoletju.
Sallitinger je imel hišo in krčmo v Salendrovi ulici, župan Ljubljane pa je postal julija 1601.